# Razali Ismail
Razali bin Ismail (Alor Setar, 14 de abril de 1939) es un diplomático malasio, que se desempeñó como embajador de su país y como presidente de la Asamblea General de las Naciones Unidas en la quincuagésimo primera sesión de la Asamblea (1996-1997). Desde 2016 es presidente de la Comisión de Derechos Humanos de Malasia (SUHAKAM).

## Biografía
En 1956 completó sus estudios en el Kolej Sultan Abdul Hamid. Luego continuó su educación en el Malay College Kuala Kangsar (MCKK) durante dos años. Es licenciado en literatura y humanidades en la Universidad de Malaya y posee un doctorado honorario en la Universidad Nacional de Malasia.
Se unió al Ministerio de Relaciones Exteriores de Malasia en 1962 y se convirtió en el secretario general adjunto del ministerio en 1985. A lo largo de su carrera diplomática, se desempeñó como alto comisionado asistente de Malasia en Madrás (India) de 1963 a 1964, segundo secretario de la embajada de Malasia en Francia entre 1966 y 1968, consejero de la alta comisión de Malasia en el Reino Unido de 1970 a 1972 y encargado de negocios en Laos de 1974 a 1976. Posteriormente fue embajador en Polonia de 1978 a 1982, y en la India entre 1982 y 1985.
Entre 1989 y 1998, fue representante permanente de Malasia ante la Organización de las Naciones Unidas. En enero de 1989 fue presidente del Consejo de Seguridad de las Naciones Unidas, y de 1996 a 1997, fue presidente de la Asamblea General. También presidió en Grupo de los 77 en 1989.
Fue enviado especial del Secretario General de las Naciones Unidas a Birmania y desempeñó un papel fundamental en la liberación de Aung San Suu Kyi del arresto domiciliario en mayo de 2002. Sin embargo, su imparcialidad como enviado especial de la ONU fue cuestionada por funcionarios estadounidenses en un cable filtrado por Wikileaks, alegando sus vínculos comerciales con el régimen militar birmano. Más tarde, sin embargo, la junta militar de Birmania le negó repetidamente la entrada a dicho país, contribuyendo a su decisión de abandonar el estatus de enviado especial en diciembre de 2005.

## Distinciones
- Comendador de la Orden de lealtad a la corona de Malasia (1991).[8]